# Mikania riparia
Mikania riparia là một loài thực vật có hoa trong họ Cúc. Loài này được Greenm. ex B.L.Rob. mô tả khoa học đầu tiên năm 1904.